# Gerhard Kubik (Politiker)

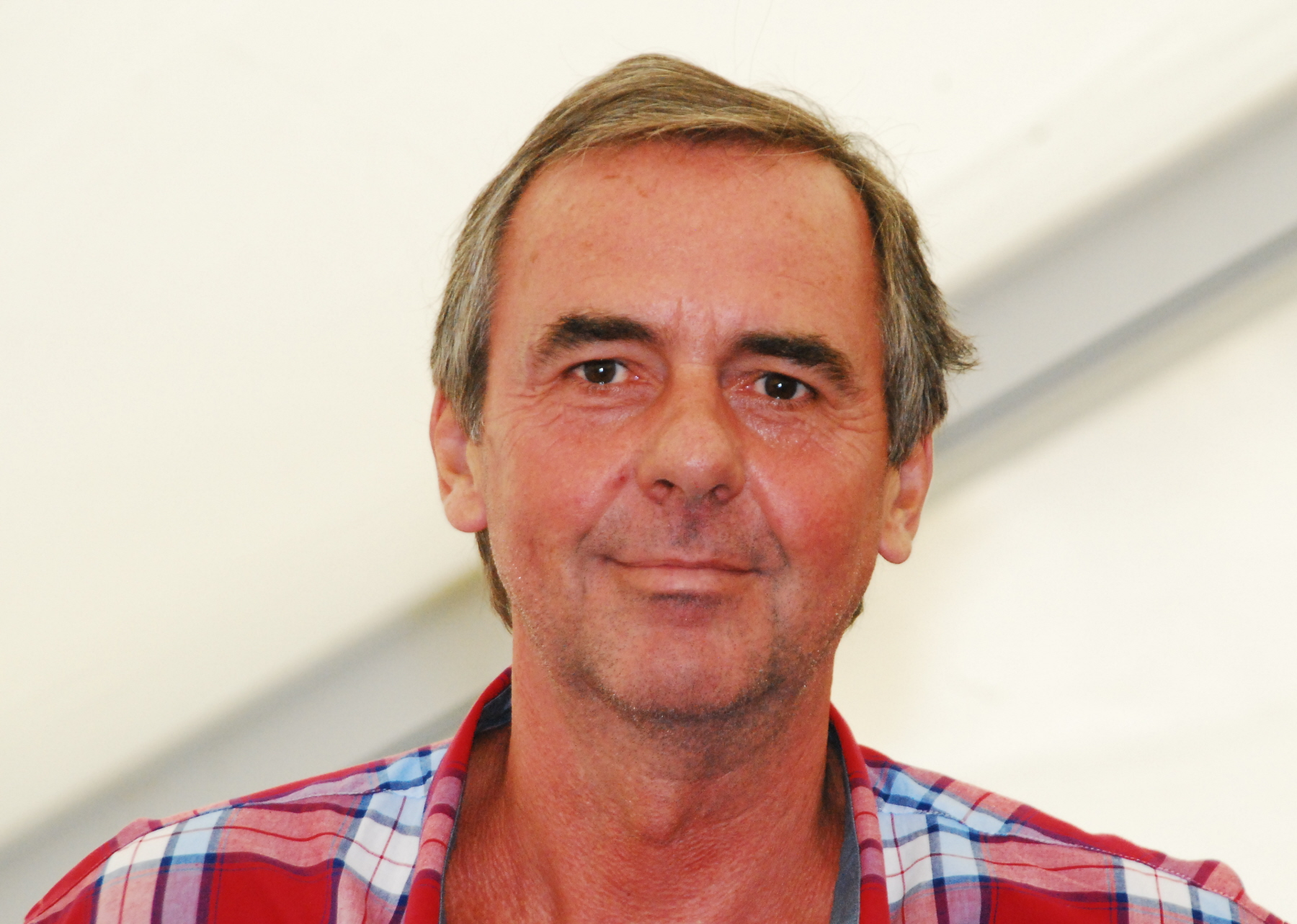
Gerhard Kubik (2012)

Gerhard Kubik (* 18. Dezember 1955 in Wien) ist ein österreichischer Politiker (SPÖ) und war 1999–2013 Bezirksvorsteher im 2. Wiener Gemeindebezirk Leopoldstadt.

## Biographie
Nach dem Abschluss der Matura an einer Handelsakademie erlernte Kubik den Beruf des Sparkassenkaufmanns. Zuletzt war Kubik als Bezirkssekretär der SPÖ-Leopoldstadt tätig.
Gerhard Kubik begann seine politische Karriere bereits in jungen Jahren. Er ist seit 1969 SPÖ-Funktionär und zwischen 1987 und 1993 Bezirksrat und Vorsitzender der Kommission für Verkehrsangelegenheiten. 1993 wurde er in den Wiener Landtag und Gemeinderat gewählt. Diese Funktion übte Kubik bis zum Jahr 1999 und wieder seit 2013 aus, vom 19. November 1999 bis April 2013 war er Bezirksvorsteher der Leopoldstadt.

## Privates
Gerhard Kubik ist geschieden und hat zwei Kinder.